# Grant Ross
Pour les articles homonymes, voir Ross.
Pas d'image ? Cliquez ici

a Compétitions nationales et continentales officielles uniquement.

Dernière mise à jour le 13 mai 2022.
Grant Ross, né le 2 janvier 1968 à Wellington, est un joueur néo-zélandais de rugby à XV. Il jouait au poste de deuxième ligne.

## Biographie
Grant Ross joue au Wellington RFU jusqu'en 1989 puis il rejoint ensuite les Natal Sharks pour deux saisons.
En 1991 il rejoint le Stade montois et y passe trois saisons.
Le 19 juin 1993, il est invité pour jouer avec le XV du Président contre les Barbarians français pour le Centenaire du rugby à Grenoble.
En 1994 il s'engage pour le CA Brive pour y jouer aussi également trois saisons.
Le 25 janvier 1997, il joue avec le CAB la finale de la Coupe d'Europe (première édition avec les clubs anglais) à l'Arms Park de Cardiff face au Leicester Tigers, les Brivistes s'imposent 28 à 9 et il devient champion d'Europe.
Grant Ross part ensuite pour le nouveau promu le Stade français pour la saison 1997-1998. Les Parisiens remportent le Bouclier de Brennus, en dominant largement l'USA Perpignan en finale.

## Palmarès
Avec le CA Brive
- Championnat de France :
  - Vice-champion (1) : 1996
- Challenge Yves du Manoir :
  - Vainqueur (1) : 1996
- Coupe d'Europe :
  - Vainqueur (1) : 1997
- Coupe Intercontinentale :
  - Finaliste (1) : 1997[4]

Avec le Stade français
- Championnat de France :
  - Champion (1) : 1998
- Coupe de France :
  - Vainqueur (1) : 1999
  - Finaliste (1) : 1998